# Pierre Lucien Michelot
Pierre Lucien Michelot   (Saint-Ciergues, 18 de juliol de 1850 - Meudon, 23 de maig de 1929) fou un compositor francès.
Estudià música en l'escola de la catedral de Langres, simultaniejant els estudis artístics amb els literaris, i successivament fou director de música en el monestir dels premonstratencs de Tarascó, professor de música a Avinyó (Valclusa), on fundà una escola per l'ensenyança de l'art musical, que amb el temps assolí gran anomenada, i, finalment, fou mestre de capella en l'església de "Église Notre-Dame-des-Champs", de París. Michelot va ser un dels restauradors del cant pla a França. Va compondre moltes obres de música religiosa, notables totes elles, sobre tot per la perfecta concordança entre la composició musical i el text litúrgic.
Entre les seves publicacions hi figuren motets, melodies, himnes, salms, els cors de la Passion selon Saint Matthieu i els de la Passion selon Saint jean, unes 10 misses a cant pla, una Messe pascale a quatre veus, solos, cors i orquestra; una altra Grand'Messe solenelle, diverses composicions de cant gregorià, etc. Va escriure, a més, uns fragments per la Sainte-Cécile, de M. de Segur.